# Garzúlio I Corcorúnio
Garzúlio I (em latim: Garzulius) ou Garzoil (em armênio/arménio: Գարջոյլ; romaniz.: Garjoyl) foi um nobre armênio (nacarar) do século IV da família Corcorúnio, ativo no reinado de Cosroes III (r. 330–339).

## Nome
Garzúlio (em latim: Garzulius) é a forma latinizada do armênio Garzoil (Գարջոյլ, Garjoyl), cuja origem é desconhecida. Nina Garsoïan propôs que o primeiro elemento de seu nome (gar-) esteja associado ao parta gar-, que derivou do avéstico gari-, "montanha".

## Vida
A parentela de Garzúlio é desconhecido, exceto que pertencia à família Corcorúnio. Foi mencionado por Moisés de Corene, que se refere a ele pelo título de malcaz, gentilício entre os Corcorúnios, indicando que era líder (naapetes) de seu clã. No reinado de Cosroes III (r. 330–339), após a derrota de Sanatruces e suas hordas nômades pelos exércitos armênios, foi nomeado como comandante da fronteira do norte.[a] O relato informa que a nomeação ocorreu em decorrência da morte de Mirranes, que era chefe da Ibéria (tratada por Moisés de Corene como sujeita à Armênia desde Tiridates III) e vitaxa de Gogarena. De acordo com Cyril Toumanoff, há uma confusão generalizada nas fontes armênias, dentre elas Moisés, entre a dinastia reinante mirrânida de Gogarena e o ramo da mesma dinastia que à época reinava na Ibéria, o que explica a menção; naquele ponto, o rei da Ibéria chamava-se Meribanes III (r. 284–361). É possível que Garzúlio seja o homônimo citado décadas depois, mas também podem ser pessoas distintas, pois parece que os Corcorúnios repetiram os mesmos prenomes de geração em geração.